# Matthew Garber
Matthew Garber (* 25. März 1956 in London; † 13. Juni 1977 in Hampstead, England) war ein englischer Schauspieler, der vor allem in der Rolle des Michael Banks in der Walt-Disney-Verfilmung von Mary Poppins bekannt wurde.

## Leben
Matthew Garber wurde in London als Sohn zweier Schauspieler geboren. Er hatte seinen ersten Kinoauftritt im Alter von sieben Jahren in dem Film Die drei Leben von Thomasina (The Three Lives of Thomasina, 1964). Im selben Jahr wurden er und seine Co-Darstellerin Karen Dotrice für die Rollen der Jane und Michael Banks in der Disney-Verfilmung von Mary Poppins ausgewählt.
Garber und Dotrice spielten 1967 erneut gemeinsam: als Enkelkinder eines reichen Bauholz-Moguls (gespielt von Walter Brennan); die Kinder stolpern in dem Film Abenteuerliche Reise ins Zwergenland (The Gnome-Mobile) im Wald über einen Zwerg, der sie bittet, ihnen zu helfen, damit die Zwerge nicht aussterben.
Matthew Garber starb am 13. Juni 1977 im Royal Free Hospital in Hampstead. Um seinen frühen Tod rankten jahrelang Gerüchte – mal wurde er als Ergebnis einer mysteriösen Virusinfektion gesehen, mal mit Drogen- oder Alkoholmissbrauch in Verbindung gebracht. Sein acht Jahre jüngerer Bruder Fergus Garber gab im Oktober 2005 der englischen Zeitung Mail on Sunday ein Interview, in dem er angab, dass Matthew sich wahrscheinlich durch Essen von verdorbenem Fleisch während einer
Indienreise 1976 mit Hepatitis angesteckt hatte. Diese hatte sich im folgenden Jahr schon auf seine Bauchspeicheldrüse ausgebreitet, als sein Vater ihn zurück nach England holte. Fergus bestritt, dass sein Bruder Drogen genommen haben könnte. Matthew Garbers Leichnam war eingeäschert worden.
Matthew wurde 2004 postum vom Disney-Konzern zu einer seiner „Disney-Legenden“ ernannt; Fergus nahm die Auszeichnung in seinem Namen an.